# جنگویه
جنگویه، روستایی از توابع بخش مرکزی شهرستان خنج در استان فارس ایران است.
جنگویه روستایی است از توابع شهرستان خنج دراستان فارس با جمعیت تقریبی ۹۵۰ نفر با ارتفاع ۶۰۰ متر از سطح دریا. این روستا در دامنه کوه قرار گرفته و عمده شغل مردم روستا کشاورزی و باغداری و دامپروری است. باغداری روستا برپایه داشتن نخل می‌باشد.
زبان مردم روستا فارسی و دارای چندین طایفه است.
این روستا بین شهرستان خنج و شهرستان قیر و کارزین قرار دارد و از لحاظ امکانات رفاهی و تفریحی مانند بسیاری از روستاهای واقع در جنوب کشور در شرایط ضعیفی قرار دارد.

## تاریخچه
قدمت واقعی روستای جنگویه به سالهای بسیار دور بر می‌گردد و علت اطمینان خاطر به قدمت شاید بالای هزار سال، وجود قبرهای گبری و بقایای شالوده‌های قدیمی و علامت و نشانه‌هایی است که معمولاً مورد توجه باستان‌شناسان نیز هست.
بعداز آن تاریخ و حدفاصل زندگی مجدد و از سر گرفته شده در روستا اطلاع دقیقی در دست نیست. بیش از ۱۵۰ سال پیش مجدداً زندگی در این روستا از سرگرفته شد و افراد آن زمان غارنشینی را برای خود انتخاب کردند و یکی از علت‌های آن نداشتن امکانات برای ساخت خانه بوده و علت دیگر این بوده که اکثر زمین‌های روستا به‌صورت جنگل با درختچه‌های گز و نی‌زار پوشیده شده بوده‌است
ابوالفضل وحسین سعیدی